# 吳超 (光緒進士)
吳超（？—？），浙江省杭州府仁和縣人，清朝政治人物、進士出身。
光緒三年（1877年），参加丁丑科殿試，登進士二甲第132名。同年五月，分部學習。